# Nicholas Culpeper
Nicholas Culpeper (18 ottobre 1616 – Londra, 10 gennaio 1654) è stato un medico, botanico e astrologo britannico.
Pubblicò  The English Physician (1652) e Complete Herbal (1653) che contengono una vasta conoscenza di erboristeria e farmaceutica, e Astrological Judgement of Diseases from the Decumbiture of the Sick (1655), uno dei più dettagliati documenti dell'astrologia medica nell'Europa del tempo. Culpeper trascorse la maggior parte della sua vita in Inghilterra all'aria aperta catalogando centinaia di erbe medicinali. Criticò quelli che considerava metodi innaturali dei suoi contemporanei, scrivendo: "Anche se non è piacevole, e meno vantaggioso per me, mi sono consultato con i miei due fratelli, dr. ragione e dr. esperienza, e ho intrapreso un viaggio per visitare mia madre natura, dal cui consiglio, con l'aiuto del dr. diligenza, ho finalmente ottenuto il mio desiderio, ed, essendo avvertito dalla signora onestà, un'estranea ai nostri giorni, ho pubblicato ciò al mondo".

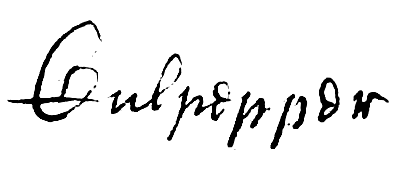
Firma di Nicholas Culpeper

## Biografia
Culpeper era figlio Nicholas (Senior), un ecclesiastico. Studiò all'Università di Cambridge, e successivamente divenne apprendista in una farmacia. Dopo sette anni il suo padrone sparì con il denaro pagato per il contratto e subito dopo sua madre morì di cancro al seno. Culpeper sposò la figlia di un ricco commerciante, cosa che gli consentì di aprire una farmacia nella casa a metà strada fra Spitalfields e Londra, fuori dall'autorità della City di Londra, in un momento in cui le strutture mediche a Londra erano al punto di rottura. Sostenendo che "nessun uomo meritava di morire di fame per pagare un medico insolente", e doveva rifornirsi di erbe dalla vicina campagna, Culpeper era in grado di fornire i suoi servizi gratuitamente. Questo, e la volontà di esaminare i pazienti in prima persona piuttosto che semplicemente esaminare la loro urina (a suo parere, "tanta quanta ne poteva contenere il Tamigi" non aiutava nella diagnosi), Culpeper era estremamente attivo, tanto che a volte visitava anche quaranta persone in una mattina. Usando una combinazione di esperienza e di astrologia, si dedicò a utilizzare le erbe per curare le malattie dei suoi pazienti.
Durante i primi mesi della Guerra civile inglese fu accusato di stregoneria e la Società degli speziali cercò di tenere a freno la sua pratica. Disgustato si unì a un gruppo, nell'agosto del 1643, e combatté alla prima battaglia di Newbury, dove svolse il compito di chirurgo di guerra. Culpeper tornò di nuovo a Londra dopo aver subito un grave infortunio al torace da cui non si riprese mai. Lì, in collaborazione con l'astrologo repubblicano William Lilly, scrisse l'opera A Prophesy of the White King, che predisse la morte del re.
Morì di tubercolosi a Londra il 10 gennaio 1654 all'età di trentasette anni. Solo una dei suoi otto figli, Mary, sopravvisse all'infanzia.

## Opere principali
- A Physical Directory, or a Translation of the London Directory (1649) - traduzione di Pharmacopoeia Londonesis del Royal College of Physicians.
- Directory for Midwives (1651)
- Semeiotics Uranica, or (An Astrological Judgement of Diseases) (1651)
- Catastrophe Magnatum or (The Fall of Monarchy) (1652)
- The English Physitian (1652)
- The Complete Herbal (1653)
- Astrological Judgement of Diseases from the Decumbiture of the Sick (1655)
- A Treatise on Aurum Potabile (1656)